# Jim Everett
James Samuel Everett III, detto Jim (Emporia, 3 giugno 1963), è un giocatore di football americano statunitense che ha militato nel ruolo di quarterback nella National Football League (NFL). Fu scelto come terzo assoluto nel Draft NFL 1986 dagli Houston Oilers. Al college giocò a football alla Purdue University.

## Carriera
Everett fu scelto come terzo assoluto del Draft NFL 1986 dagli Houston Oilers, il primo quarterback selezionato quell'anno. Incapaci di raggiungere però un'intesa contrattuale col giocatore, gli Oilers scambiarono i diritti sul giocatore con i Los Angeles Rams. Con essi disputò disputò diverse stagioni produttive sia a livello personale che di squadra, raggiungendo i playoff nel 1986, 1988 e 1989. Il miglior risultato fu il raggiungimento della finale della NFC del 1989, persa contro i San Francisco 49ers. Quella fu l'ultima gara di playoff che disputò in carriera ma malgrado ciò continuò a produrre delle ottime statistiche, venendo premiato con una convocazione per il Pro Bowl del 1991.
Il 1993 fu l'annata peggiore della carriera di Everett, in cui giocò solo dieci partite, subendo 12 intercetti contro 8 passaggi da touchdown, pareggiando il minimo in carriera della sua stagione da rookie in cui aveva giocato solo sei gare. La stagione successiva passò ai New Orleans Saints e le cose tornarono a migliorare. In tre anni coi Saints passò rispettivamente 22, 26 e 12 touchdown.
Nel corso della sua carriera, Everett si classificò tra i migliori della lega in diverse categorie statistiche. I suoi 203 passaggi da touchdown sono il 25º risultato di tutti i tempi e, al 2013, le sue 34.837 yard passate lo pongono al 14º posto di tutti i tempi. Terminò la sua carriera entrando diverse volte nei primi dieci nelle classifiche annuali della lega sui passaggi, tra quelle dei passaggi tentati (sette volti), completati (otto volte), yard passate (sette volte) e passaggi da touchdown (sei, guidando la NFL per due volte).

## La controversia con Jim Rome
Dopo la stagione regolare 1989, Everett subì diversi sack nella finale della NFC contro i San Francisco 49ers, vinta dagli avversari per 30-3. A un certo punto della partita, Everett fu così in difficoltà da collassare sul terreno ancora prima di subire un sack, anche se i difensori dei 49ers non lo avevano in realtà ancora raggiunto – una giocata divenuta nota come "sack fantasma". Da allora fu percepito come un giocatore che subiva psicologicamente i troppi colpi subiti e in seguito ammise che da quell'episodio non si riprese mai completamente.
Questo portò nel 1994 a un confronto nel programma Talk2 condotto da Jim Rome. Rome si era preso regolarmente gioco dell'avversione di Everett a subire colpi in campo, soprannominandolo "Chris" Everett (in riferimento alla tennista femmina Chris Evert). Quando Everett apparve come ospite a Talk2, Rome non perse tempo, rivolgendogli tale insulto dopo meno di 30 secondi dall'inizio del programma. Everett avvertì Rome di non farlo più, implicando un confronto fisico in caso contrario. Quando Rome lo ripeté, Everett rovesciò il tavolo tra i due e spinse Rome a terra mentre era ancora in onda.

## Palmarès
- Convocazioni al Pro Bowl: 1

1990
- Second-team All-Pro: 1

1989
- Leader della NFL in passaggi da touchdown: 2

1988, 1989
- PFWA All-Rookie Team - 1986